# Pedro Perotti
Pedro Henrique Perotti, mais conhecido como Pedro Perotti ou simplesmente Perotti (Rodeio Bonito, 22 de novembro de 1997), é um futebolista brasileiro que atua como centroavante. Atualmente defende a Chapecoense. 

## Carreira

### Antecedentes
Nascido em Rodeio Bonito, Rio Grande do Sul, Pedro Perotti começou a sua carreira nas categorias de base do Cruzeiro-RS em 2013. Depois prosseguindo para a Chapecoense no início de 2014, se destacando principalmente no time sub-20, o bom desempenho nas categorias de base alçou o jogador ao elenco principal ainda em 2016.

### Chapecoense
Ele fez sua estreia na equipe principal em 12 de março de 2016, entrando como substituto na vitória por 4 a 0 em casa contra o Camboriú, pelo Campeonato Catarinense de 2016. No mesmo ano, Perotti não embarcou no voo LaMia 2933 para a final da Copa Sul-Americana de 2016, que caiu e matou 19 de seus companheiros de equipe, sendo um dos remanescentes da equipe no pós-tragédia.
Fez sua estreia em uma competição nacional pela Chapecoense em 9 de fevereiro de 2017, entrando como titular em uma derrota por 2 a 0 fora de casa para o Cruzeiro, pela Primeira Liga de 2017. Fez a sua estreia em competição continental em 31 de janeiro de 2018, entrando como substituto em uma derrota em casa por 1 a 0 para o Nacional, pela Copa Libertadores da América de 2018.
Fez seu primeiro gol como profissional em 2 de março de 2019, em uma vitória por 2 a 1 em casa contra o Metropolitano, pelo Campeonato Catarinense de 2019. Na sua primeira passagem pela Chapecoense, fez 18 partidas e marcou 2 gols.

### Nacional da Madeira
Em 17 de junho de 2019, foi confirmado o empréstimo de Pedro Perotti para o clube português Nacional, por um contrato de empréstimo de 2 anos.

### Retorno à Chapecoense
Em 11 de agosto de 2020, após uma passagem de empréstimo no clube português Nacional, o Perotti retornou à Chapecoense. Fez sua estreia na sua segunda passagem em 1 de setembro, entrando de titular em uma vitória por 1 a 0 em casa sobre o Juventude, pela Série B de 2020. Seu primeiro gol após seu retorno aconteceu em 6 de setembro, em uma vitória em casa por 1 a 0 sobre o Avaí, marcando o único gol da partida.
Em janeiro de 2025, o atacante cria da base do Verdão confirmou que estaria deixando a Chapecoense. Ao todo, Perotti fez mais de 150 partidas e anotou 44 gols na Chapecoense, é o terceiro maior artilheiro da história do clube.

### Radomiak Radom
Ainda em janeiro, foi anunciado como reforço do Radomiak Radom, clube  polonês que disputa a. Ekstraklasa.

## Retorno à Chapecoense
Em junho de 2025, Pedro Perotti retornou à Chapecoense após sua passagem pelo futebol polonês. O atacante assinou contrato com o clube catarinense até novembro de 2026, sendo visto como reforço importante para a sequência da temporada . 

## Títulos
Chapecoense
- Campeonato Catarinense: 2016, 2017, 2020
- Copa Sul-Americana: 2016
- Campeonato Brasileiro - Série B: 2020

### Prêmios individuais
- Seleção do Campeonato Catarinense:  2021
- Craque do Campeonato Catarinense:  2021
- Artilheiro do Campeonato Catarinense:  2021